# Améloblastine
Les améloblastines, également connues sous le nom d’amélines, sont des protéines spécifiques de l'émail dentaire. L'émail des dents se compose de 5 % de protéines et les améloblastines représentent 5 à 10 % de toutes ces protéines. Elles sont sécrétées par les améloblastes au cours de l'amélogénèse au début du stade de la couronne. Bien que n'étant pas complètement comprise, le rôle des améloblastines semble être le contrôle de l'allongement des cristaux d'émail et généralement de diriger la minéralisation de l'émail pendant le développement dentaire. 
D'autres protéines importantes dans l'émail sont les amélogénines, les énamelines et les tuftélines. 